# ISO 3166-2:NP
ISO 3166-2:NP es la entrada para Nepal en ISO 3166-2, parte de los códigos de normalización ISO 3166 publicados por la Organización Internacional de Normalización (ISO), que define los códigos para los nombres de las principales subdivisiones (p.ej., provincias o estados) de todos los países codificados en ISO 3166-1.
En la actualidad, para Nepal los códigos ISO 3166-2 se definen para tres niveles de subdivisiones:
- 5 regiones de desarrollo
- 7 provincias
- 14 zonas

Cada código consta de dos partes, separadas por un guion. La primera parte es NP, el código ISO 3166-1 alfa-2 para Nepal. La segunda parte tiene, según el caso:
- una cifra (1–5): regiones de desarrollo
- dos letras: zonas
- P seguida de una cifra (1–7): provincias

## Códigos actuales
Los nombres de las subdivisiones se ordenan según el estándar ISO 3166-2 publicado por la Agencia de Mantenimiento ISO 3166 (ISO 3166/MA).
Los códigos ISO 639 se usan para representar los nombres de las subdivisiones en los siguientes idiomas oficiales:
- (en): Inglés
- (ne): nepalí

Pulsa sobre el botón en la cabecera para ordenar cada columna.

### Regiones de desarrollo
| Código | Nombre de la subdivisión (ne) | Nombre de la subdivisión (en) | Nombre de la subdivisión (es) |
| ------ | ----------------------------- | ----------------------------- | ----------------------------- |
| NP-1   | Madhyamanchal                 | Central                       | Central                       |
| NP-2   | Madhya Pashchimanchal         | Mid Western                   | Occidental central            |
| NP-3   | Pashchimanchal                | Western                       | Occidental                    |
| NP-4   | Purwanchal                    | Eastern                       | Oriental                      |
| NP-5   | Sudur Pashchimanchal          | Far Western                   | Extremo occidental            |

### Provincias
| Código | Subdivisión (ne) | Subdivisión (ne)         | Subdivisión (en) | Subdivisión (en)           | Subdivisión (en) | Subdivisión (en)           |
| Código | Nombre           | Variante local           | Nombre           | Variante local             | Nombre           | Variante local             |
| ------ | ---------------- | ------------------------ | ---------------- | -------------------------- | ---------------- | -------------------------- |
| NP-P1  |                  | Pradesh 1                |                  | province 1                 | Koshi            | provincia 1                |
| NP-P2  |                  | Pradesh 2                |                  | province 2                 | Madhesh          | provincia 2                |
| NP-P3  | Bāgmatī          | Pradesh 3                | Bāgmatī          | province 3                 | Bagmati          | provincia 3                |
| NP-P4  | Gandaki          | Pradesh 4                | Gandaki          | province 4                 | Gandaki          | provincia 4                |
| NP-P5  | Lumbinī          | Pradesh 5                | Lumbini          | province 5                 | Lumbini          | provincia 5                |
| NP-P6  | Karnali          | Pradesh 6                | Karnali          | province 6                 | Karnali          | provincia 6                |
| NP-P7  | Sudūr Pashchim   | Sudūrpashchim; Pradesh 7 | Sudūr Pashchim   | Sudūrpashchim; provincia 7 | Sudurpashchim    | Sudūrpashchim; provincia 7 |

### Zonas
| Código | Nombre de la subdivisión (ne)    | Región de desarrollo |
| ------ | -------------------------------- | -------------------- |
| NP-BA  | Bagmati                          | Central              |
| NP-BH  | Bheri                            | Occidental central   |
| NP-DH  | Dhawalagiri                      | Occidental           |
| NP-GA  | Gandaki                          | Occidental           |
| NP-JA  | Janakpur                         | Central              |
| NP-KA  | Karnali                          | Occidental central   |
| NP-KO  | Kosi(la variante local es Koshi) | Oriental             |
| NP-LU  | Lumbini                          | Occidental           |
| NP-MA  | Mahakali                         | Extremo occidental   |
| NP-ME  | Mechi                            | Oriental             |
| NP-NA  | Narayani                         | Central              |
| NP-RA  | Rapti                            | Occidental central   |
| NP-SA  | Sagarmatha                       | Oriental             |
| NP-SE  | Seti                             | Extremo occidental   |

## Cambios
Los siguientes cambios de entradas han sido anunciados en los boletines de noticias emitidos por el ISO 3166/MA desde la primera publicación del ISO 3166-2 en 1998, cesando esta actividad informativa en 2013.
| Informe                       | Fecha de emisión                     | Descripción del cambio reportado |
| ----------------------------- | ------------------------------------ | --- |
| Boletín II-1                  | 2010-02-03 (corregido el 2010-02-19) | Se añade el prefijo del código nacional como primer elemento del código |
| Boletín II-3                  | 2011-12-13 (corregido el 2011-12-15) | Se añade el prefijo del primer nivel, ajuste de idioma, se añade comentario, se suprime el sistema de romanización y se actualiza el origen de la lista                                                                                     |
| Plataforma en línea de la ISO | 2018-11-26                           | Corrección de la etiqueta del sistema de romanización; se añaden las provincias NP-P1, NP-P2, NP-P3, NP-P4, NP-P5, NP-P6, NP-P7; se añade la variante local para NP-P4 y NP-P6; se actualiza el origen de la lista; se añaden observaciones |
| Plataforma en línea de la ISO | 2019-11-22                           | Se actualiza el origen del código |
| Plataforma en línea de la ISO | 2020-11-24                           | Cambian los nombres de las subdivisiones: NP-P3, NP-P7; se añade la variante local para NP-P3, NP-P7; se actualiza el origen de la lista |
| Plataforma en línea de la ISO | 2021-11-25                           | Cambio ortográfico de NP-P5; Modificación de la nota Parte 2; se actualiza el origen de la lista |